# Kristijan Đurasek
Kristijan Đurasek, hrvaški kolesar, * 26. julij 1987, Varaždin.
Đurasek je upokojeni profesionalni cestni kolesar, ki je v svoji karieri nastopal za ekipe Perutnina Ptuj, Loborika, Adria Mobil in Lampre-Merida. Nastopil je na poletnih olimpijskih igrah v letih 2012 in 2016, ko je dosegel osemnajsto mesto na cestni dirki. Leta 2015 je zmagal na etapni Dirki po Turčiji, leta 2013 pa na enodnevni dirki Tre Valli Varesine. Leta 2011 je postal dvojni hrvaški državni prvak, na cestni dirki in v kronometru, leta 2009 pa na cestni dirki. Novembra 2019 je prejel štiriletno prepoved tekmovanja zaradi vpletenosti v dopinško afero Aderlass z uporabo krvnega dopinga. Črtali so mu tudi rezultate med 4. oktobrom 2016 in 15. majem 2019, tudi skupno 40. mesto na Dirki po Franciji leta 2018, tako je njegova najboljša uvrstitev na dirkah Grand Tour 46. mesto iz leta 2014, prav tako z Dirke po Franciji.